# Lillestrøm Sportsklubb

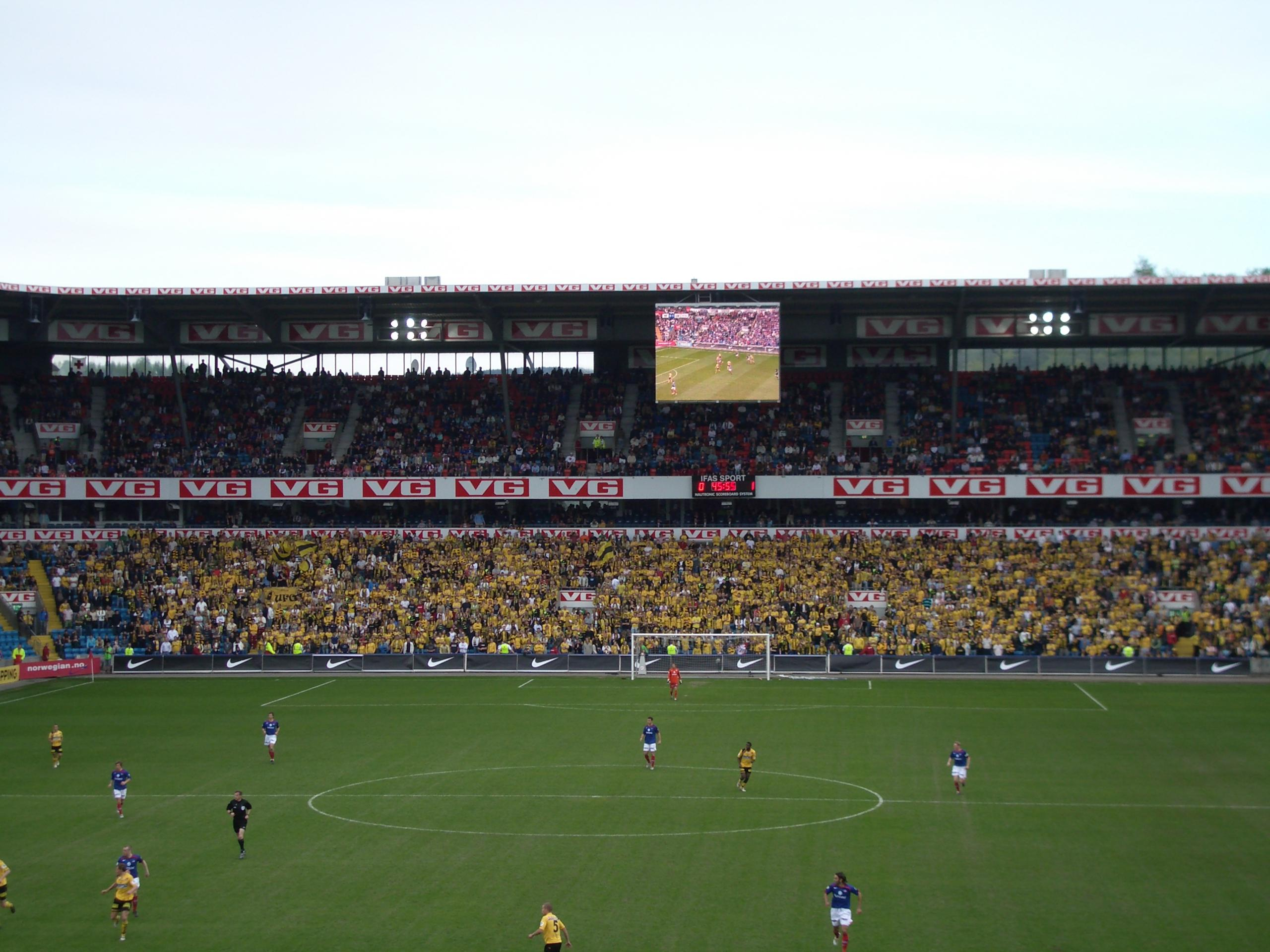
Aficionats del Lillestrøm, "Kanari-fansen", en un partit contra el Vålerenga al Ullevaal Stadion el 2006.

El Lillestrøm Sportsklubb és un club noruec de futbol de la ciutat de Lillestrøm.

## Història
El club va ser fundat el 1917, després de la fusió de dos clubs locals. Ha estat cinc cops campió de lliga, la darrera el 1989, a més de quatre copes, la darrera el 1985.

## Palmarès
- Lliga noruega de futbol (5): 1959, 1976, 1977, 1986, 1989
- Copa noruega de futbol (4): 1977, 1978, 1981, 1985

## Jugadors destacats
| - Henning Berg - Torgeir Bjarmann - Mamadou Diallo - Arne Erlandsen - Jan Åge Fjørtoft - Frode Grodås - Gunnar Halle |  | - Heiðar Helguson - Emille Baron - Ronny Johnsen - Frode Kippe - Robert Koren - Runar Kristinsson - Tom Lund |  | - Michael Mifsud - Mons Ivar Mjelde - Kjetil Osvold - Claus Reitmaier - Uwe Rösler - Ståle Solbakken - Clayton Zane |